# Carlos Zúñiga Figueroa
Carlos Zúñiga Figueroa (Tegucigalpa, 1885-1964) fue un pintor hondureño.

## Biografía
Carlos Zúñiga Figueroa. Nació en la ciudad de Tegucigalpa, república de Honduras el 5 de junio de 1885, falleció en 1964. Siendo hijo del matrimonio que comprendían el señor Manuel José Figueroa y la señora Vicenta Zúñiga. Contrajo nupcias con Genoveva Vásquez con quien procreó a: Carlos Javier Zúñiga Vásquez, Óscar Zúñiga Vásquez, Marina Zúñiga Vásquez, Rodolfo Zúñiga Vásquez y Marta Zúñiga .
En 1951, participó -por invitación de la Embajada de España- en la Primera Bienal Iberoamericana de Arte que convocó el Instituto de Cultura Hispánica en Madrid.

## Vida artística
Zúñiga Figueroa estudió en la Real Academia de San Fernando en la ciudad de Madrid, España, seguidamente estudió en el Estudio Litografía y Fotografía en Tegucigalpa, Honduras.
Fue nombrado Director de la "Tipo-Litografía Nacional" por un espacio de siete años consecutivos. Seguidamente entró en la política y fue Ministro y representante de Honduras en la república de Costa Rica, por un espacio de cuatro años.
En 1940, fue inaugurado por el presidente del gobierno Doctor y General don Tiburcio Carias Andino, la Escuela Nacional de Bellas Artes (Honduras) o (E.N.B.A.) en Comayagüela con el fin de impartir clases de pintura, escultura, dibujo, música, etc. dentro del cual el maestro Zúñiga impartiría algunas clases.

## Membresías
- Miembro fundador del "Casino Hondureño"
- Miembro del Ateneo.
- Miembro de la Logia Masónica Hondureña.

## Reconocimientos
- "Medalla de Oro" en la Exhibición de Arte en Tegucigalpa, Honduras.
- "Medalla de Plata" en la Feria Mundial de Nueva York, Estados Unidos de América.
- "Medalla de Honor" en la Exhibición de Arte en San Francisco, California, Estados Unidos de América.
- "Antología de las Artes Plásticas de Honduras" dedicada a Carlos Zúñiga Figueroa[3] por el Centro Cultural de España en Tegucigalpa en el 2003.

## Obras
- "Glorificación del General José Francisco Morazán Quezada".
- "Casería del General Morazán y el General Villaseñor" en San José, república de Costa Rica.
- "Retrato del Doctor y General don Tiburcio Carias Andino"
- "Pintura del Teatro Nacional Manuel Bonilla"
- 120 pinturas típicas nacionales